# Adolf Fuchs (Oberamtmann)
Adolf Fuchs (* 8. April 1833 in Karlsruhe; † 17. Oktober 1908 ebenda) war ein deutscher Verwaltungsbeamter und Richter.

## Leben
Geboren als Sohn eines Ministerialrats, besuchte Adolf Fuchs bis 1851 das Lyzeum in Karlsruhe. Anschließend studierte er an der Ruprecht-Karls-Universität Heidelberg, der Friedrich-Wilhelms-Universität Berlin und der Albert-Ludwigs-Universität Freiburg. 1852 wurde er Mitglied des Corps Suevia Heidelberg. 1855 legte er die 1. und 1859 die 2. juristische Staatsprüfung ab. 1860 war er Gehilfe beim Bezirksamt Eberbach. In der Folge absolvierte er ab 1862 ein Sekretariatspraktikum bei der Regierung des Mittelrheinkreises in Karlsruhe und betätigte sich als Gehilfe in Rastatt. 1864 wurde er Amtmann beim Bezirksamt Rastatt. 1867 wurde er zum Amtsvorstand des Bezirksamts Meßkirch ernannt und 1869 zum Oberamtmann befördert. 1871 wechselte er als Amtsvorstand zum Bezirksamt Villingen, 1872 zum Bezirksamt Müllheim und 1877 zum Bezirksamt Tauberbischofsheim. Noch im gleichen Jahr wurde er als Verwaltungsgerichtsrat an den Badischen Verwaltungsgerichtshof berufen. 1883 erfolgte seine Ernennung zum Geheimen Finanzrat und Kollegialmitglied, 1891 zum Geheimen Oberfinanzrat und 1902 zum Geheimen Rat 2. Klasse der Oberrechnungskammer, der er bis zu seinem Tod 1908 angehörte.
Fuchs gehörte seit 1879 dem Beirat des Badischen Frauenvereins und leitete über acht Jahre die Abteilung für Armenpflege. Von 1883 bis 1908 stand er dem Ausschuss der Zentralleitung der badischen Bezirksvereine für Jugendschutz und Gefangenenfürsorge vor. Über einen Zeitraum von 15 Jahren war er Vorsitzender des Verbandes der Deutschen Schutzvereine. Der Verbrechensprävention galt sein sowohl soziales als auch wissenschaftliches Engagement.

## Auszeichnungen
Während seiner beruflichen und politischen Laufbahn erhielt Fuchs die nachfolgenden Auszeichnungen:
- Ritterkreuz 1. Klasse des Ordens vom Zähringer Löwen, 1881
- Eichenlaub zum Ritterkreuz 1. Klasse des Ordens vom Zähringer Löwen, 1884
- Kommandeurkreuz 2. Klasse des Ordens vom Zähringer Löwen, 1893
- Stern zum Kommandeurkreuz 2. Klasse des Ordens vom Zähringer Löwen, 1908
- Russischer Orden der Heiligen Anna 2. Klasse, 1893
- Kommandeurkreuz 2. Klasse des Ordens Berthold des Ersten, 1900
- Preußischer Roter Adlerorden 2. Klasse, 1905
- Friedrich-Luisen-Medaille
- Bayerische Jubiläumsmedaille
- Dr. iur. h. c. der Universität Heidelberg